# Halowe rekordy Polski juniorów młodszych w lekkoatletyce
Halowe rekordy Polski juniorów młodszych w lekkoatletyce – zestawienie najlepszych rezultatów uzyskanych przez reprezentantów Polski do lat 17 w hali i oficjalnie zatwierdzonych przez PZLA.

## Halowe rekordy Polski juniorów młodszych
Konkurencja rozgrywana w przeszłości (przed zmianą sprzętu)

### Mężczyźni
| Konkurencja                         | Rezultat | Zawodnik             | Klub                              | Data             | Miejsce |
| ----------------------------------- | -------- | -------------------- | --------------------------------- | ---------------- | ------- |
| Bieg na 60 m                        | 6,82     | Marek Zakrzewski     | AML Słupsk                        | 23 stycznia 2022 | Spała   |
| Bieg na 60 m                        | 6,82     | Szymon Dołęga        | SKS Feniks Siedlce                | 14 lutego 2025   | Wrocław |
| Bieg na 200 m                       | 21,51    | Fabian Brylowski     | MKS Chojniczanka 1930 Chojnice SA | 11 lutego 2024   | Wrocław |
| Bieg na 200 m                       | 21,34    | Marek Zakrzewski     | AML Słupsk                        | 13 lutego 2022   | Rzeszów |
| Bieg na 300 m                       | 33,55    | Stanisław Strzelecki | MKS Bolesłavia Bolesławiec        | 11 lutego 2024   | Wrocław |
| Bieg na 600 m                       | 1:18,98  | Łukasz Zaczyk        | MKS-MOSM Bytom                    | 11 lutego 2024   | Wrocław |
| Bieg na 800 m                       | 1:51,52  | Jakub Augustyniak    | GKS Olimpia Grudziądz             | 28 stycznia 2018 | Spała   |
| Bieg na 1000 m                      | 2:24,69  | Łukasz Zaczyk        | MKS-MOSM Bytom                    | 20 stycznia 2024 | Toruń   |
| Bieg na 2000 m                      | 5:23,87  | Michał Gajdus        | LKB im. Braci Petk Lębork         | 2 lutego 2025    | Toruń   |
| Bieg na 60 m przez płotki (100 cm)  | 8,07     | Tomasz Ścigaczewski  | MKS Aleksandrów Łódzki            | 29 stycznia 1995 | Spała   |
| Bieg na 60 m przez płotki (91,4 cm) | 7,73     | Jakub Szymański      | SKLA Sopot                        | 10 lutego 2019   | Toruń   |
| Skok wzwyż                          | 2,16     | Sylwester Bednarek   | RKS Łódź                          | 6 stycznia 2006  | Łódź    |
| Skok o tyczce                       | 5,31     | Michał Gawenda       | OKS Skra Warszawa                 | 5 lutego 2022    | Spała   |
| Skok w dal                          | 7,55     | Krzysztof Grochowski | KS AZS AWF Warszawa               | 10 lutego 2024   | Wrocław |
| Trójskok                            | 15,00    | Kamil Tyma           | BKS Bydgoszcz                     | 26 stycznia 2008 | Spała   |
| Pchnięcie kulą (5 kg)               | 24,24    | Konrad Bukowiecki    | PKS Gwardia Szczytno              | 30 grudnia 2014  | Spała   |
| Siedmiobój U18                      | 5434 pkt | Szymon Czapiewski    | Zawisza Bydgoszcz                 | 28 stycznia 2006 | Spała   |
| Chód na 5000 m                      | 20:46,05 | Łukasz Niedziałek    | WLKS Nowe Iganie                  | 13 lutego 2017   | Toruń   |

### Kobiety
| Konkurencja                         | Rezultat | Zawodniczka            | Klub                           | Data             | Miejsce  |
| ----------------------------------- | -------- | ---------------------- | ------------------------------ | ---------------- | -------- |
| Bieg na 60 m                        | 7,39     | Maja Gondek            | AML Słupsk                     | 14 lutego 2025   | Wrocław  |
| Bieg na 200 m                       | 24,01    | Zofia Tomczyk          | UMLKS Pegaz Opoczno            | 25 stycznia 2025 | Spała    |
| Bieg na 200 m                       | 23,93    | Martyna Seń            | KS Agros Zamość                | 5 lutego 2022    | Rzeszów  |
| Bieg na 300 m                       | 37,98    | Zofia Tomczyk          | UMLKS Pegaz Opoczno            | 11 lutego 2024   | Wrocław  |
| Bieg na 600 m                       | 1:31,18  | Lena Pajęcka           | UKS Olimpijczyk 46 Wrocław     | 21 stycznia 2024 | Spała    |
| Bieg na 800 m                       | 2:06,22  | Olivia Cieślak         | LKS Vectra Włocławek           | 10 marca 2024    | Boston   |
| Bieg na 1000 m                      | 2:47,21  | Oksana Pestka          | AML Słupsk                     | 19 stycznia 2025 | Toruń    |
| Bieg na 2000 m                      | 5:59,34  | Zuzanna Wiernicka      | RKS Łódź                       | 22 stycznia 2023 | Toruń    |
| Bieg na 60 m przez płotki (76,2 cm) | 8,26     | Wiktoria Gadajska      | RLTL Optima Radom              | 12 lutego 2023   | Rzeszów  |
| Skok wzwyż                          | 1,85     | Elżbieta Krawczuk      | AZS Białystok                  | 20 lutego 1977   | Warszawa |
| Skok wzwyż                          | 1,85     | Anna Ksok              | Śląsk Wrocław                  | 18 lutego 2000   | Spała    |
| Skok o tyczce                       | 4,11     | Anna Łyko              | MKS MOS Wrocław                | 11 lutego 2018   | Szczecin |
| Skok w dal                          | 6,14     | Olga Szlachta          | KS Stal LA Ostrów Wielkopolski | 4 lutego 2023    | Toruń    |
| Trójskok                            | 13,02    | Kamila Rywelska        | Warszawianka Warszawa          | 13 lutego 2000   | Spała    |
| Pchnięcie kulą (4 kg)               | 15,18    | Agnieszka Ptaszkiewicz | WKS Ciechanów                  | 13 lutego 1993   | Warszawa |
| Pchnięcie kulą (3 kg)               | 17,34    | Kinga Jackowska        | MKL Jurand Szczytno            | 29 grudnia 2024  | Spała    |
| Pięciobój U18                       | 3778 pkt | Hanna Juzyszyn         | MKS-MOS Wrocław                | 6 lutego 2000    | Spała    |
| Pięciobój U18                       | 3960 pkt | Patrycja Adamczyk      | Polonia Pasłęk                 | 13 lutego 2016   | Spała    |
| Chód na 3000 m                      | 13:23,53 | Anna Mielcarek         | AZS Poznań                     | 18 lutego 2007   | Spała    |

### Mieszane
| Konkurencja        | Rezultat | Zawodnicy                                                        | Klub             | Data           | Miejsce |
| ------------------ | -------- | ---------------------------------------------------------------- | ---------------- | -------------- | ------- |
| Sztafeta 4 × 400 m | 3:37,31  | Karol Banaszek Julia Sadkiewicz Kacper Kędzior Jasmine Kanakanti | WKS Wawel Kraków | 11 lutego 2024 | Wrocław |

## Najlepsze halowe wyniki w historiiU18

### Mężczyźni
| Konkurencja   | Rezultat | Zawodnik           | Klub            | Data             | Miejsce |
| ------------- | -------- | ------------------ | --------------- | ---------------- | ------- |
| Bieg na 400 m | 48,23    | Michał Kiernożycki | MLKS Agros Żary | 28 stycznia 2024 | Toruń   |

### Kobiety
| Konkurencja   | Rezultat | Zawodniczka    | Klub                 | Data           | Miejsce  |
| ------------- | -------- | -------------- | -------------------- | -------------- | -------- |
| Bieg na 400 m | 54,15    | Anastazja Kuś  | KS AZS UWM Olsztyn   | 17 lutego 2024 | Toruń    |
| Bieg na milę  | 4:52,65  | Olivia Cieślak | LKS Vectra Włocławek | 12 marca 2023  | Brighton |